# لويد إيفانز
لويد إيفانز هو عداء مسافات طويلة كندي، (ولد في مونتريال في كندا 1915 – 2002 م).

## وصلات خارجية
- لويد إيفانز على موقع أوليمبيديا (الإنجليزية)